# Sarcoglottis pauciflora
Sarcoglottis pauciflora är en orkidéart som först beskrevs av Carl Ernst Otto Kuntze, och fick sitt nu gällande namn av Rudolf Schlechter. Sarcoglottis pauciflora ingår i släktet Sarcoglottis och familjen orkidéer. Inga underarter finns listade i Catalogue of Life.